# With Devils Amongst Us All
With Devils Amongst Us All es el tercer álbum de estudio de la banda de metalcore Walls of Jericho. El primer vídeo del álbum publicado fue "A Trigger Full Of Promises", que también ha llegado a ser su canción más conocida.[cita requerida]

## Lista de pistas
1. "A Trigger Full Of Promises" – 3:48
2. "I Know Hollywood And You Ain't It" – 2:39
3. "And Hope To Die" – 3:14
4. "Plastic" – 3:16
5. "Try.Fail.Repeat." – 3:13
6. "The Haunted" – 3:23
7. "And The Dead Walk Again" – 3:24
8. "Another Day, Another Idiot" – 1:58
9. "No Saving Me" – 4:08
10. "Welcome Home" – 2:17
11. "With Devils Amongst Us All" – 3:36

## Personal
- Candace Kucsulain - voz
- Chris Rawson - guitarra
- Mike apresuradas - guitarra
- Aaron Ruby - bass guitar
- Dustin Schoenhofer - batería

- Datos: Q2557906